# لایتز (نوازنده)
لایتز پوکسلایتنر-بوکان (متولد والری آن پوکسلایتنر؛ ۱۱ آوریل ۱۹۸۷) که به نام لایتز (که قبلاً با نام LIGHTS شناخته می‌شد) یک موسیقی‌دان، خواننده و ترانه‌سرا کانادایی است.
اولین آلبوم سال ۲۰۰۹ با گواهی پلاتین، گوش دادن، شامل تک‌آهنگ‌های " روح من را برانید " و " نجات دهنده " بود. آلبوم دوم او، سیبری، که شامل تک آهنگ " پاها " بود، در سال 2011 منتشر شد.
کارهای او چندین جایزه موسیقی مستقل کانادا و جونو جونو از جمله آلبوم پاپ سال را برای سومین آلبومش ماشین‌های کوچک که شامل تک آهنگ بالا ما می‌رویم و چهارمین آلبوم پوست و زمین در سال‌های ۲۰۱۵ و ۲۰۱۸ بود، دریافت کرده‌است. پنجمین آلبوم استودیویی لایتز، پپ، در سال ۲۰۲۲ منتشر شد.
در سال ۲۰۱۰، لایتز به بو بوکان، خواننده اصلی گروه متالکور برکت از سقوط، در کنسرت بازگشت یکشنبه در لس آنجلس معرفی شد و به سرعت شروع به آشنایی کردند. بعد از نامزد شدن در سپتامبر ۲۰۱۱، آنها در ماه مه ازدواج کردند و لایتز «بوکان» را به نام خانوادگی خود اضافه کرد (اکنون به نام پوکسلایتنر-بوکان تلقی می‌شود). آن‌ها خالکوبی‌های مشابه را برای بزرگداشت تاریخ ازدواجشان انجام دادند. لایتز در ۱۵ فوریه ۲۰۱۴ اولین فرزند خود که یک دختر بود را به دنیا آورد
در دسامبر ۲۰۱۷، لایتز در طی مصاحبه ای با مجله پیپل خود را به عنوان دوجنسه معرفی کرد.

## دیسکوگرافی
- گوش دادن (۲۰۰۹)
- سیبری (۲۰۱۱)
- ماشین‌های کوچک (۲۰۱۴)
- پوست و زمین (۲۰۱۷)
- پپ (۲۰۲۲)

## کتاب‌ها
- پوست و زمین: جلد اول (رمان گرافیکی ۲۰۱۷)
- پوست و زمین: جلد دوم (رمان گرافیکی ۲۰۱۷)
- پوست و زمین: جلد سوم (رمان گرافیکی ۲۰۱۷)
- پوست و زمین: جلد چهارم (رمان گرافیکی ۲۰۱۷)
- پوست و زمین: جلد پنجم (رمان گرافیکی ۲۰۱۷)
- پوست و زمین: جلد شش (رمان گرافیکی ۲۰۱۷)
- The Clinic: A Skin & Earth Side Story (2022)

## فیلم‌شناسی
| سال  | عنوان                                 | نقش  | یادداشت                                            |
| ---- | ------------------------------------- | ---- | -------------------------------------------------- |
| ۲۰۱۰ | شهر                                   | خودش | فصل ۲، قسمت ۱۰                                     |
| ۲۰۱۱ | زمان غذای حماسی                       | خودش | قسمت: " Fast Food Meatloaf (و LIGHTS هم اینجاست) " |
| ۲۰۱۸ | مرده سخنگو                            | خودش | فصل ۷، قسمت ۲۱                                     |
| ۲۰۱۹ | #بدون شوخی                            | خودش | مستند                                              |
| ۲۰۲۰ | اتوبوس مدرسه جادویی دوباره سوار می‌شود | ماون | نقش صدا؛ قسمت: "در منطقه"                          |